# Esecuzione di un eroe
Esecuzione di un eroe (Breaker Morant) è un film del 1980 diretto da Bruce Beresford.
Fu presentato in concorso al 33º Festival di Cannes, dove Jack Thompson vinse il premio per il miglior attore non protagonista.

## Trama
Tre soldati australiani, ufficiali dell'elite Bushveldt Carbineers, in Sudafrica, Harry “Breaker” Morant, Peter Handcock e George Witton, sono accusati dell'omicidio di un prigioniero boero e dei successivi omicidi di altri sei; Morant e Handcock sono anche accusati dell'uccisione di un missionario tedesco, il reverendo Hesse. Il loro avvocato, il maggiore Thomas, ha avuto solo un giorno per preparare la loro difesa. Lord Kitchener, che ha ordinato il processo, spera di porre fine alla guerra boera con una conferenza di pace. A tal fine, usa il processo Morant per dimostrare che è disposto a giudicare duramente i suoi soldati se disobbediscono alle regole della guerra. Sebbene l'accusa di omicidio nei confronti di un soldato in servizio attivo sia molto complessa, Kitchener è determinato a ottenere un verdetto di colpevolezza e il capo della corte lo appoggia.
In fase di approfondimento processuale, viene indicato come l'esecuzione dei prigionieri boeri da parte di Morant fosse stata una vendetta per la mutilazione e la morte del suo amico e ufficiale in comando, il capitano Hunt. Infuriato per l'incidente, Morant guidò un attacco a un campo boero, dove fu catturato un boero che indossava la giacca kaki di Hunt. Morant lo fece giustiziare. L'uccisione di sei prigionieri avvenne in modo analogo. Morant in seguito giustificò la loro morte dicendo: “Conoscete gli ordini di Whitehall. Se mostrano una bandiera bianca, noi non la vediamo. Io non l'ho vista”. Prima della loro esecuzione, Morant nota Hesse che parla con i prigionieri. Morant, furioso, è convinto che Hesse sia una spia, anche se non ha prove. Una conversazione con Handcock porta quest'ultimo a prendere un fucile e un cavallo e a seguire Hesse, che viene trovato ucciso il mattino seguente.
Durante il processo, la tendenza della corte a emettere un verdetto di colpevolezza diventa evidente, così come le macchinazioni politiche che vi stanno dietro. L'attenzione si concentra sul fatto che Kitchener avesse o meno l'ordine di fucilare tutti i prigionieri boeri; la tesi di Thomas è che esistevano ordini permanenti, anche se non scritti, in tal senso. Poiché questi furono trasmessi verbalmente a Hunt, e da Hunt a Morant, non c'è modo di provare che gli ordini esistessero. Mentre Morant ha agito secondo gli ordini sparando ai prigionieri, lui e Handcock sono stati in realtà responsabili dell'omicidio di Hesse. Handcock, che si era premurato di crearsi un alibi, ammette a Witton di aver effettivamente seguito Hesse e di avergli sparato. Tuttavia, la corte li assolve dall'omicidio di Hesse, ma li ritiene colpevoli delle altre due accuse.
Kitchener è convenientemente assente e quindi non è disponibile per le suppliche di un perdono, anche se commuta la sentenza di Witton in ergastolo prima di andarsene. Morant e Handcock vengono fucilati al mattino mentre Witton viene portato in prigione. Come ultimo affronto, la bara di Handcock è costruita troppo piccola per la sua alta struttura e i soldati sono costretti a stipare maldestramente il suo corpo. Alla fine del film viene rivelato come Thomas torni nella natia Australia e continui la sua attività di avvocato, che per il resto si limita alla pianificazione immobiliare e ai testamenti, mentre Witton sconti tre anni della sua condanna, venendo rilasciato dopo un'indignazione nazionale.

## Riconoscimenti
- Festival di Cannes 1980: miglior attore non protagonista (Jack Thompson)
- Kansas City Film Critics Circle Awards 1982: miglior film straniero